# Lucas Mendes
Lucas Mendes Campos (Belo Horizonte, 2 de maio de 1944) é um jornalista e apresentador de televisão brasileiro.

## Biografia
Estudou no Colégio Militar de Belo Horizonte. Fez carreira no Rio de Janeiro, para onde se transferiu em 1965, para trabalhar nas revistas do grupo Bloch, como a extinta revista Manchete e, em 1968, tornou-se correspondente do grupo em Nova York, quando se mudou para lá a fim de fazer um curso.
Em 1975 foi contratado pela Rede Globo de Televisão, da qual foi correspondente internacional de 1985 a 1990. No período de 1990 a 1992, foi um dos diretores do jornalismo da Rede Record.
Durante sua carreira no escritório da Globo em Nova York, cobriu eventos memoráveis com matérias para o Jornal Nacional, Jornal da Globo, Fantástico e Globo Repórter, como a entrevista exclusiva com Robert Gallo, um dos cientistas que identificou o vírus da AIDS, a Guerra das Malvinas, o assassinato de John Lennon, o Acidente do ônibus espacial Challenger, o caso Jim Jones, o caso Watergate e as posses dos presidentes americanos Jimmy Carter (1977) e Ronald Reagan (1981). A cobertura da posse de Carter, que mobilizou dezenas de profissionais, muitos vindos do Brasil, foi a primeira cobertura de vulto, produzida pelo jornalismo da Globo, da qual Lucas fez parte.
Entrevistas com personalidades-chave também marcaram sua carreira. Em seu currículo, estão conversas com o cineasta Woody Allen, o pugilista Muhammad Ali e o líder palestino Yasser Arafat. 
Em 1993 criou o programa Manhattan Connection, para o GNT, da Globosat, onde continua até hoje como apresentador e editor executivo. Lucas também escreve colunas periódicas para a BBC.
Mendes é sobrinho-neto do poeta modernista Murilo Mendes, irmão de Juarez Mendes Campos (Juca) referência na área de Tecnologia da Informação e de Onofre Mendes Neto, referência na área de ortodontia. [carece de fontes?]
Em outubro de 2015, Lucas Mendes foi agraciado, em Nova Iorque, com o Prêmio Maria Moors Cabot, o prestigiado e mais antigo prêmio do jornalismo mundial dos EUA. Ele foi reconhecido como um dos cinco melhores jornalistas do mundo em função de seu trabalho dedicado a promover o diálogo e a democracia nas Américas.
Em 2018, em participação no programa Manhattan Connection, questionou a veracidade do caso de abuso sexual de ginastas americanas. 